# Stanley Lines
Stanley Lines, född 13 februari 1918, död 10 februari 1975, var en friidrottare från Bermuda. Han deltog vid olympiska sommarspelen 1948.